# Halvår
Ett halvår är ett halvt år, vilket ofta definieras som sex månader. Vanligen räknas årets två halvår med början den 1 januari respektive 1 juli. Med detta synsätt är de två halvåren under ett kalenderår inte lika långa: perioden 1 januari till 30 juni är 181 dagar (182 under skottår), medan perioden 1 juli till 31 december är 184 dagar.